# Sietas Typ 163
Der Typ 163 ist ein StoRo-Schiffstyp der Sietas-Werft in Hamburg-Neuenfelde, der für Dienste mit gemischten Frachtaufkommen konzipiert wurde und zum Transport von Papier, Trailern und Containern ausgelegt ist. Die Baureihe umfasst vier Schiffe des Grundtyps 163 und drei des Untertyps 163a. 

## Geschichte

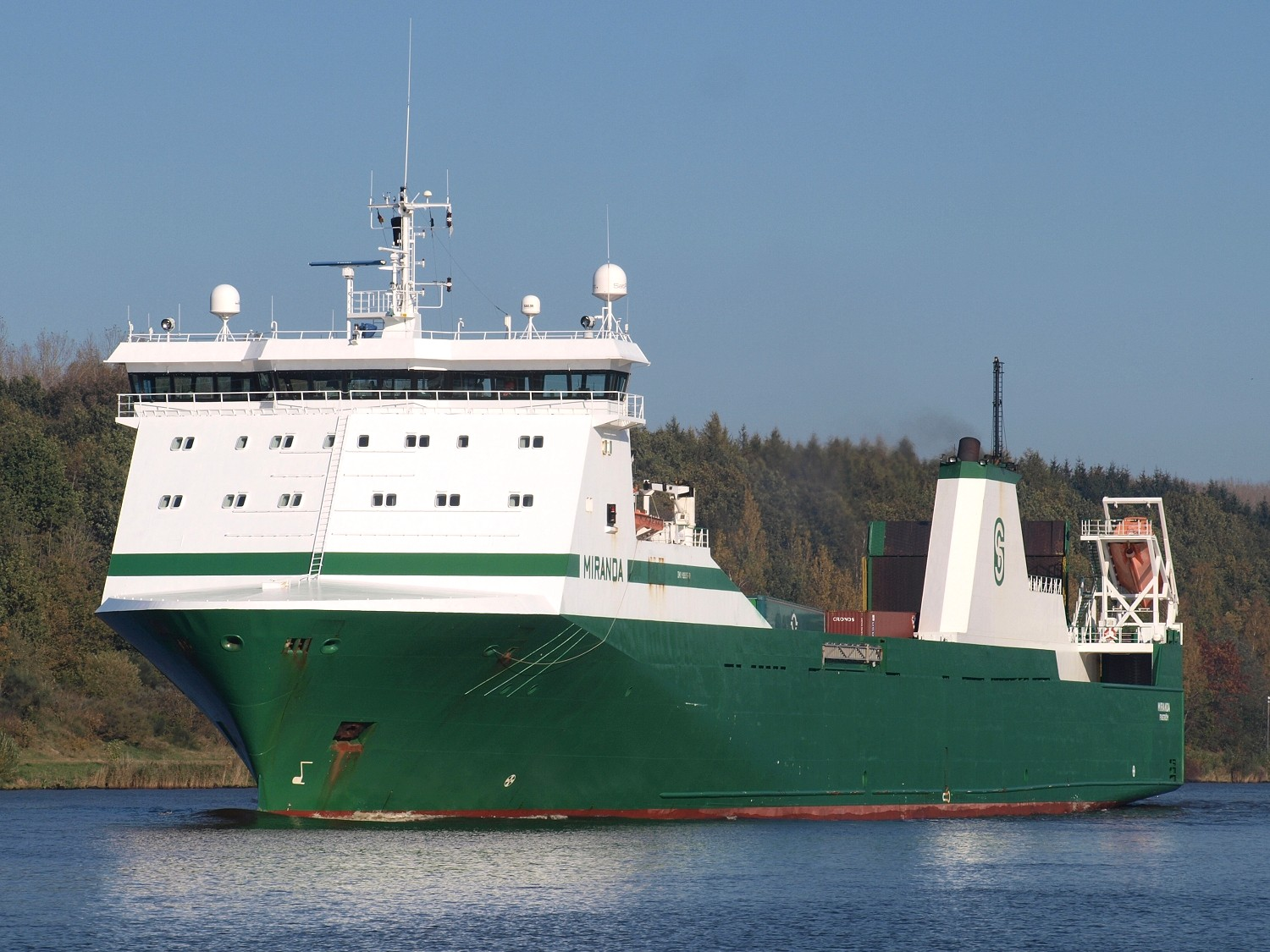
Die Miranda (Typ 163)

Die sieben Schiffe wurden von verschiedenen Reedereien bestellt, um sie langfristig an die finnische Transfennica zu verchartern. Die beiden ersten Einheiten orderte die finnische Godby Shipping Ab über ihre firmeneigenen Eignergesellschaften Oy Minicarriers Ab und Oy Trailer-Link Ab. Das Typschiff Mistral wurde am 2. Januar 1999 abgeliefert, die Miranda folgte am 12. Februar 1999. Die zwei anderen Schiffe des Grundtyps 163, die Friedrich Russ und die Elisabeth Russ, bestellte die Hamburger Reederei Ernst Russ. Ihre Ablieferungen erfolgten am 19. März beziehungsweise 24. April 1999. Zunächst setzte Transfennica die vier Einheiten im Liniendienst zwischen Hanko (Finnland) und Lübeck (Deutschland) ein.
Die von der finnischen Bror Husell Chartering Ab bestellte Seagard und die beiden von Reederei Russ georderten Schiffe Caroline Russ und Pauline Russ gehören zum Untertyp 163a. Sie waren ursprünglich von Transfennica für Fahrten zwischen Hamina (Finnland) und Tilbury (Großbritannien) eingeplant worden. Um die Umläufe auf dieser Route innerhalb einer Woche schaffen zu können, verfügen die drei Schiffe über leistungsstärkere Hauptmaschinen und erreichen eine höhere Geschwindigkeit.
Die Baureihe kam anfangs ausschließlich in der Nordsee und Ostsee zum Einsatz. Ab 2004 setzte Reederei Godby Shipping die Mistral, ein Jahr später auch die Miranda, für das Unternehmen UPM-Kymmene zwischen Rauma (Finnland) und Santander (Spanien) ein. Seit Anfang der 2010er Jahre fahren einige Schiffe zeitweise auch im Mittelmeer. Die Miranda wurde am 11. August 2017 von Godby Shipping an die zur FRS-Gruppe gehörende zypriotische Kekepania Shipping Company Limited verkauft und am 9. Januar 2018 in Cádiz (Spanien) an den neuen Eigner übergeben, der sie in Miramar Express umbenannte. Die Reederei FRS Iberia setzte das Schiff anschließend im Liniendienst zwischen Motril (Spanien) und Tanger-Med (Marokko) ein. Derzeit fährt die Miramar Express für FRS Iberia zwischen Algeciras (Spanien) und Tanger-Med (Stand April 2020). Die Mistral kam nach einer fünfjährigen Vercharterung an P&O von Januar bis Ende April 2020 für die Reederei Balearia zwischen Huelva (Spanien) und den Kanarischen Inseln zum Einsatz.

## Technik

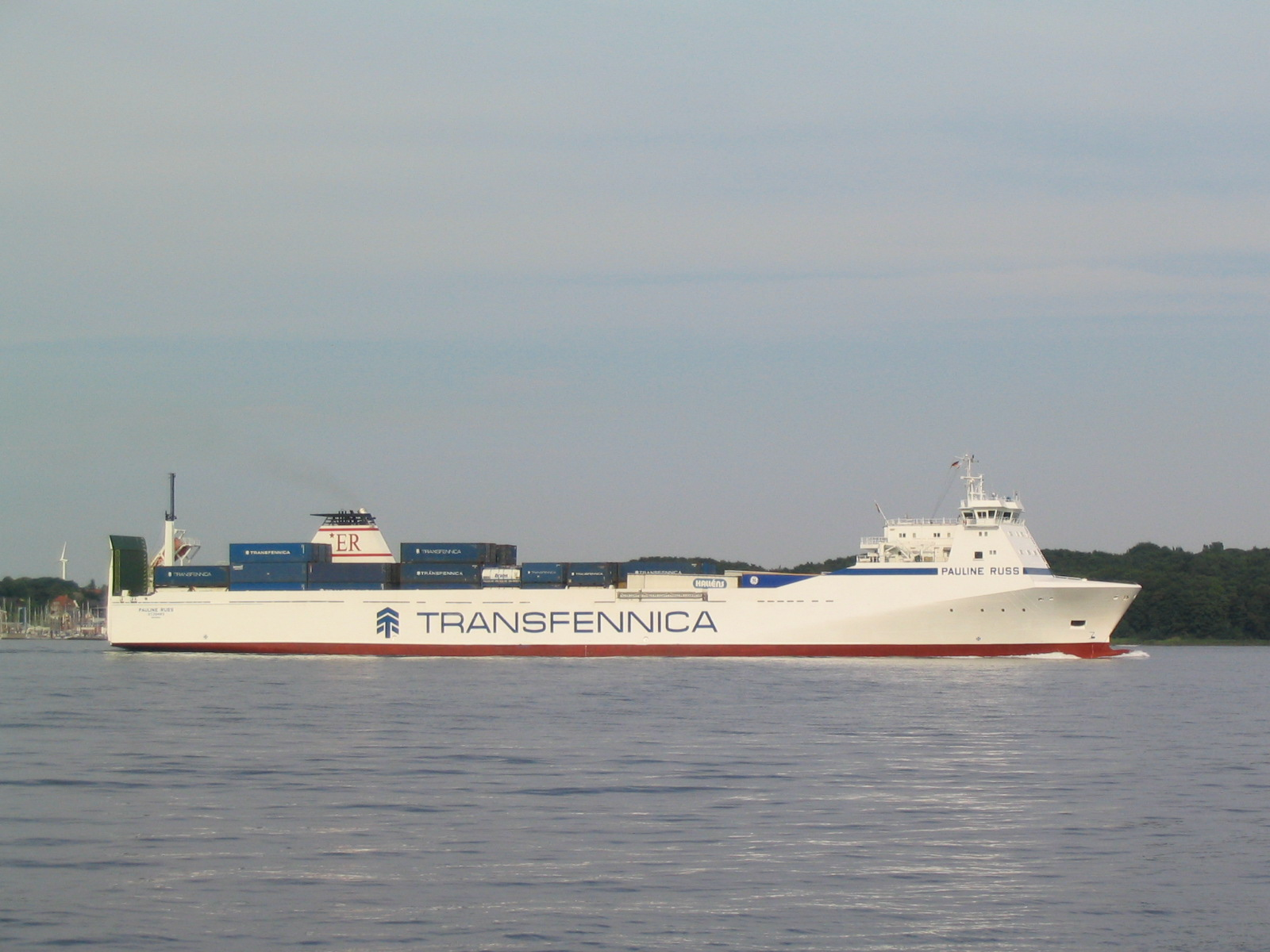
Die Pauline Russ (Typ 163a)

Die Schiffe besitzen die Eisklasse E4 und wurden in Sektionsbauweise gefertigt, wobei die Rumpfsektionen zum Teil in Polen entstanden sind. Sie haben eine Gesamtlänge von 153,45 m (142,80 m Lpp) und eine Breite von 20,60 m (23,60 m einschließlich Brückennock). Die Höhe vom Kiel bis zum Oberdeck beträgt 14,15 m, der maximale Tiefgang 7,00 m. Die vier Schiffe des Grundtyps 163 wurden bei Ablieferung mit 10.471 BRZ und rund 7.440 dwt vermessen, die drei des Untertyps 163a mit 10.488 BRZ und rund 7.250 dwt.
Alle Schiffe der Serie verfügen über zwei Heckrampen mit einer Breite von 12,30 m beziehungsweise 4,00 m. Über die größere Heckrampe kann das 123 m lange Hauptdeck beladen werden, von dem aus eine befahrbare Rampe in den 75,60 m langen unteren Laderaum führt. Das 5,00 m hohe Hauptdeck hat eine Fläche von 1.878 m² und verfügt über 620 Spurmeter. Der untere Laderaum ist 4,60 m hoch und besitzt eine Fläche von 967 m² mit 315 Spurmetern. Er ist primär zur Stauung von Papier vorgesehen. Der Laderaum und das Hauptdeck haben einen Rauminhalt von zusammen 14.599 m³ und sind mit Lufttrocknungs- sowie Belüftungsanlagen ausgerüstet. Das 2.878 m² große Oberdeck mit 690 Spurmetern ist über die kleinere Heckrampe und einer dahinterliegenden starren Rampe befahrbar. An Bord können neben Trailern bis zu 303 20-Fuß-Standardcontainer (TEU) beziehungsweise 121 40-Fuß-Standardcontainer (FEU) plus 21 TEU gestaut werden. Die Schiffe sind ebenso zum Transport von Containern mit Sondermaßen (30- und 45-Fuß), Binnencontainern und Gefahrgutcontainern geeignet. Auf dem Hauptdeck und dem Oberdeck befinden sich Anschlüsse für insgesamt 50 Kühlcontainer beziehungsweise Kühltrailer. Zur Mitnahme von Fernfahrern sind die Schiffe mit sechs Doppelkabinen ausgerüstet, die sich im hinteren Bereich des Deckshauses befinden.
Die Schiffe des Grundtyps 163 werden von einem 12.600 kW (17.130 PS) leistenden Zwölfzylinder-Viertakt-Dieselmotor des Typs Wärtsilä 12V46C angetrieben. Ihre Höchstgeschwindigkeit beträgt 21 Knoten. Die Schiffe des Untertyps 163a erhielten einen Sechzehnzylinder-Viertakt-Dieselmotor des Typs Wärtsilä 16V46B, der 15.600 kW (21.210 PS) leistet. Sie erreichen eine Höchstgeschwindigkeit von 22 Knoten. Für An- und Ablegemanöver stehen ein elektrisch angetriebenes Bugstrahlruder mit 800 kW Leistung sowie ein elektrisch angetriebenes Heckstrahlruder mit 495 kW Leistung zur Verfügung. Zur Stromerzeugung befinden sich zwei Dieselgeneratoren sowie ein Wellengenerator an Bord.

## Die Schiffe
| Sietas Typ 163 | Sietas Typ 163 | Sietas Typ 163 | Sietas Typ 163 | Sietas Typ 163                    | Sietas Typ 163                       | Sietas Typ 163                                                   |
| Bauname        | Typ            | Bau- nummer    | IMO- Nummer    | Kiellegung Stapellauf Ablieferung | Auftraggeber                         | Umbenennungen und Verbleib                                       |
| -------------- | -------------- | -------------- | -------------- | --------------------------------- | ------------------------------------ | ---------------------------------------------------------------- |
| Mistral        | 163            | 1183           | 9183788        | 17.12.1997 20.11.1998 02.01.1999  | Oy Minicarriers Ab, Brändö           | so 2024 in Fahrt                                                 |
| Miranda        | 163            | 1184           | 9183790        | 17.12.1997 29.12.1998 12.02.1999  | Oy Trailer-Link Ab, Finström         | 2018 Miramar Express, 2024 Lakeway Express, so 2024 in Fahrt     |
| Friedrich Russ | 163            | 1185           | 9186417        | 18.12.1997 09.01.1999 19.03.1999  | Ernst Russ GmbH & Co. KG, Hamburg    | so 2024 in Fahrt                                                 |
| Elisabeth Russ | 163            | 1186           | 9186429        | 18.12.1997 19.03.1999 24.04.1999  | Ernst Russ GmbH & Co. KG, Hamburg    | so 2024 in Fahrt                                                 |
| Seagard        | 163a           | 1187           | 9198977        | 19.12.1997 29.04.1999 13.06.1999  | Bror Husell Chartering Ab, Mariehamn | 12/2023 Glyvursnes, so 2024 in Fahrt                             |
| Caroline Russ  | 163a           | 1188           | 9197533        | 19.12.1997 03.06.1999 30.06.1999  | Ernst Russ GmbH & Co. KG, Hamburg    | 1/2016 Corsica Linea Dui, 9/2016 Caroline Russ, so 2024 in Fahrt |
| Pauline Russ   | 163a           | 1189           | 9198989        | 29.06.1998 06.07.1999 11.09.1999  | Ernst Russ GmbH & Co. KG, Hamburg    | so 2024 in Fahrt                                                 |